# Frankie Carle
Frankie Carle, pseudonimo di Francis Nunzio Carlone (Providence, 25 marzo 1903 – Mesa, 7 marzo 2001), è stato un pianista statunitense.
Attivo come bandleader, i suoi soprannomi erano The Wizard of the Keyboard e Sunrise Serenade.

## Discografia
- Frankie Carle At the Piano, Columbia (C-23 78 RPM Set, 1942)
- Frankie Carle Encores, Columbia (C-70 78 RPM Set, 1943)
- Carle Comes Calling, Columbia (CL-6002 10" Lp, 1948)
- Roses In Rhythm, Columbia (CL-6032 10" Lp/C-174 78 RPM Set, 1949)
- Frankie Carle and his Girl Friends, Columbia (CL-6018 10" Lp/C-97 78 RPM Set, 1948)
- Frankie Carle Dance Parade, Columbia (CL-6047 10" Lp, 1949)
- At The Piano, Columbia (CL-6075 10" Lp, 1949)
- Carle Meets The Masters, Columbia (CL-6085 10" Lp, 1950)
- Frankie Carle Plays Honky Tonk, RCA Victor (LPM-26, 1951)
- Top Pops, RCA Victor (LPM-3024, 1952)
- For Me And My Gal, RCA Victor (LPM-3059, 1952)
- Frankie Carle's Piano Party, Columbia (CL-531, 1953)
- Honky Tonk Piano, RCA Victor (LPM-1188, 1956)
- Cocktail Time with Frankie Carle, RCA Victor (LPM-1221, 1956)
- Frankie Carle's Sweethearts, RCA Victor (LPM 1222, 1956)
- Mediterranean Cruise, RCA Victor (LPM-1275, 1956)
- Frankie Carle's Finest, RCA Victor (LPM-1153, 1957)
- Around The World, RCA Victor (LPM/LSP-1499, 1958)
- 37 Favorites For Dancing, RCA Victor (LPM/LSP-1868, 1958)
- Ridin' High, Vocalion (VL 3622, 1958)
- The Piano Style of Frankie Carle, RCA Camden (CAL 478, 1959)
- Show Stoppers for Dance Time, RCA Victor (LPM-1963, 1959)
- The Golden Touch, RCA Victor (LPM-2139, 1959)
- Take Me Along, RCA Victor (LSP-2142, 1959)
- A Carle-Load of Hits, RCA Victor (LPM/LSP-2148, 1959)
- Top Of The Mark (Featuring Darryl Stevens), RCA Victor (LPM/LSP-2233, 1960)
- The Fabulous Four Hands of Frankie Carle RCA Victor (LSP-2288, 1961)
- The Fabulous Frankie Carle (HL 7140, 1961)
- Honky-Tonk Hits by the Dozen, RCA Victor (LSP-2491, 1962)
- 30 Hits of the Flaming '40s, RCA Victor (LPM-2594, LSP-2594, c1963)
- 30 Hits of the Tuneful '20s, RCA Victor (LPM/LSP-2592, 1963)
- 30 Hits of the Thundering '30s, RCA Victor (LPM/LSP-2593, 1963)
- 30 Hits of the Fantastic '50s, RCA Victor  (LPM/LSP-2881, c1964)
- Roses in Rhythm, Columbia (CL 913, 1963)
- Plays Cocktail Piano, RCA Custom (CPM/CSP-112, 1964)
- Frankie Carle Plays the Big Imported Hits, RCA Victor (LSP-2920, 1964)
- Frankie Carle Plays the Great Piano Hits, RCA Victor (LSP-3425, 1965)
- The Tropical Style of Frankie Carle, RCA Victor (LPM 3609, 1966)
- The Best of Frankie Carle, RCA Victor (LSP 3469, 1966)
- Frankie Carle, Dot (DLP 25789, 1967)
- Somewhere My Love, Dot (DLP 25802/25804, 1967)
- Sunrise Serenade, Harmony (HS 11217, 1967)
- Era: The 30s, Dot (DLP 25847, 1968)
- Era: The 40s, Dot (DLP 25877, 1968)
- Era: The 50s, Dot (DLP 25928, 1969)
- The Best Of, RCA Victor (LSP-3469, 1975)
- The Golden Touch Of Frankie Carle, Good Music Records (GMR80032, p1984)